# Dick Giordano
Richard Joseph « Dick » Giordano (né le 20 juillet 1932 à New York et mort le 27 mars 2010) était un scénariste, dessinateur, encreur et responsable éditorial américain de comics.
Au cours de sa carrière, Dick Giordano a travaillé à divers postes pour de nombreuses maisons d'éditions. Il débute en 1952 en tant que dessinateur et encreur pour Charlton Comics et devient rédacteur en chef de cette compagnie en 1965. Il la quitte en 1968 pour devenir le responsable éditorial de DC Comics.
Il a travaillé à plusieurs reprises avec le dessinateur Neal Adams en particulier sur les comic books Green Lantern / Green Arrow ainsi que des récits sur Batman. Ensemble, ils fondent Continuity Associates en 1971. Il retourne travailler chez DC par la suite et en devient le rédacteur en chef de 1983 à 1993.
Dick Giordano est reconnu pour ses talents d'encreur. Il a aidé à la découvertes de nouveaux talents. Il a reçu plusieurs récompenses pour ces travaux.

## Biographie

### Jeunesse
Richard Joseph « Dick » Giordano est né de Graziano et Josephine Giordano à Manhattan, New York le 20 juillet 1932. Dans sa ville natale, il a suivi des cours à la School of Industrial Art,.

« En grandissant, mon héros préféré était Batman. Pas tellement parce qu'il avait l'air cool, mais parce qu'il ne possédait pas de superpouvoirs et a été capable de s'entraîner et s'instruire lui-même pour pouvoir accomplir des exploits presque superhéroïques dans son combat contre les criminels qu'il voulait éliminer. J'ai cru qu'il était réel et que si je le voulais je pourrais devenir comme lui. »

— Dick Giordano

### Début de carrière
Dick Giordano commence sa carrière à New York en 1950. Âgé de 19 ans, il apprend le travail d’encreur de comics dans les studios Iger où il a entre autres travaillé sur Sheena,,. Dès 1952, il est engagé par l’éditeur Charlton Comics où il travaille comme encreur et dessinateur en tant que collaborateur indépendant. L'année 1954 est une année maigre pour le jeune artiste comme pour l’ensemble de la profession, à la suite d'une crise du média accrue par une mauvaise publicité. Le Comics Code Authority voit en effet le jour à la suite de la publication de l’ouvrage Seduction of the Innocent du psychiatre Fredric Wertham.
Au début des années 1960, Dick Giordano poursuit toujours sa carrière chez Charlton Comics mais accepte aussi quelques commandes pour d’autres compagnies dont DC Comics. En 1965, Giordano acquiert ses premières fonctions éditoriales chez Charlton. Il se voit confier la mission de relancer d’anciens super-héros du catalogue Charlton et de leur adjoindre de nouveaux personnages munis de superpouvoirs afin de profiter du succès que ce genre connaît chez d’autres éditeurs.
Giordano n’est pas enthousiasmé par le projet. Aux super-héros, il préfère des hommes et des femmes capables d’une bravoure exceptionnelle. Il crée donc les Action Heroes où l’on retrouve Captain Atom dont les pouvoirs ont été réduits et des personnages sans pouvoirs surnaturels comme Blue Beetle, The Question, Judomaster, Thunderbolt. Si ces héros ont été oubliés pour la plupart, ils sont pourtant dignes d’intérêt. Les personnages sont rachetés plus tard par DC Comics et l'équipe est celle utilisée dans le premier synopsis des Watchmen d’Alan Moore et Dave Gibbons en 1985,.

### DC Comics

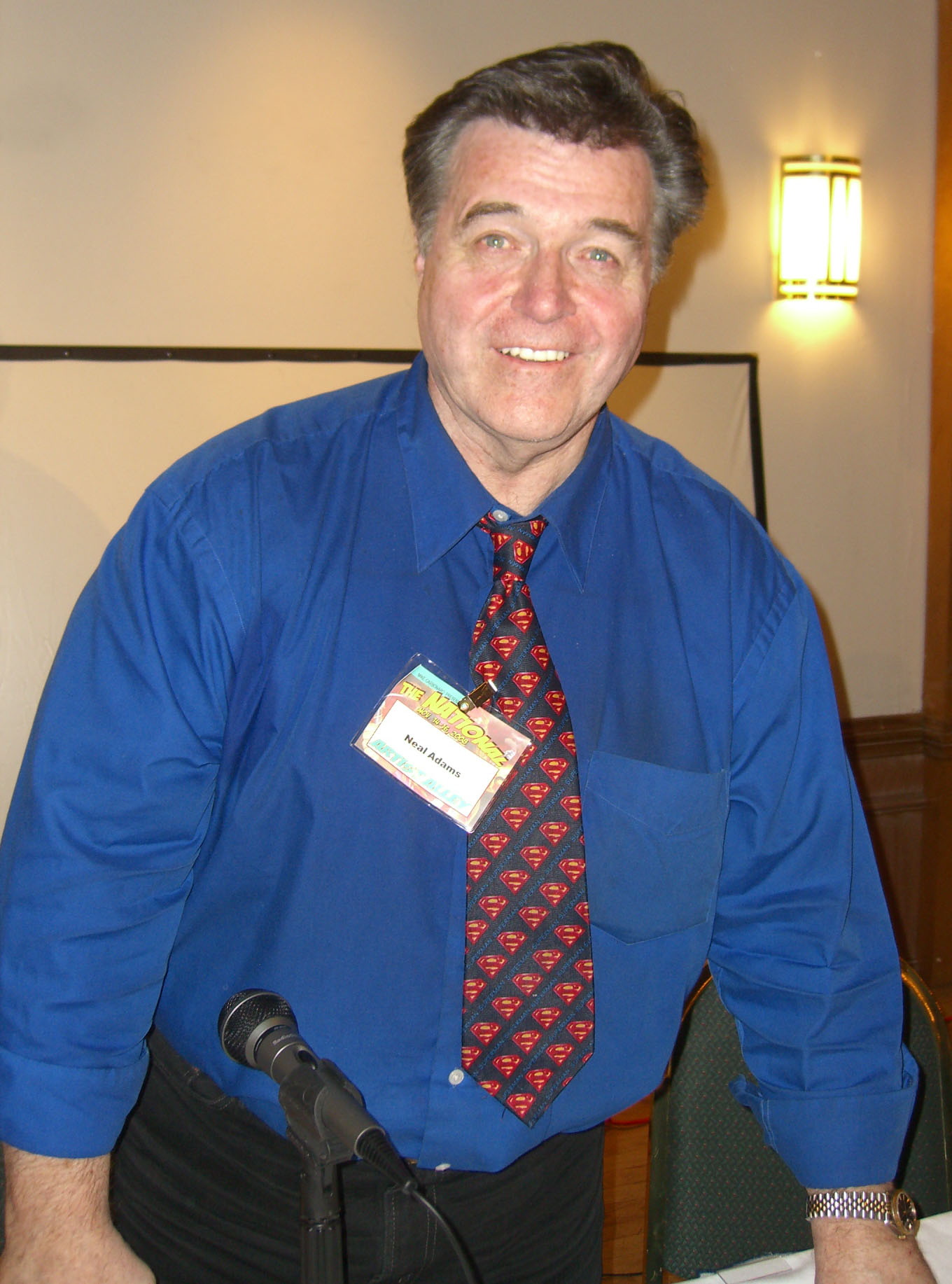
Neal Adams, dessinateur avec qu'il a collaboré, ensemble ils fondent l'agence Continuity Associates. Photo prise à la Big Apple Convention 2008.

À la suite du soulèvement de quelques scénaristes de DC Comics pour de meilleures rémunérations et conditions de travail en 1966, la compagnie licencie le responsable éditorial qui aurait dû selon elle éviter cette situation embarrassante. Carmine Infantino propose alors à Dick Giordano de quitter Charlton et d’occuper le poste laissé vacant. Giordano accepte. Il emmène avec lui plusieurs artistes importants de Charlton Comics comme les scénaristes Steve Ditko et Dennis O'Neil, ainsi que le dessinateur Jim Aparo.
Il sympathise avec le dessinateur Neal Adams qui devient bientôt l’une des grandes figures de la bande dessinée américaine. Avec lui, Dick Giordano milite auprès des diverses compagnies du comics pour une plus grande reconnaissance du statut des dessinateurs. Cette lutte lente et fastidieuse permet une augmentation du salaire à la planche. Une meilleure assistance médicale, le retour des originaux, le système de royalties et de pourcentage à la réimpression de l’œuvre ne viennent qu’au début des années 1980, période à laquelle Dick Giordano se rend en Angleterre pour engager les jeunes talents britanniques qu’il y a découverts. L’homme sait en effet bien s’entourer grâce à son flair et installer un climat de confiance grâce à son affabilité légendaire.
Durant cette période, Giordano a travaillé sur Aquaman. Avec Neal Adams, ils ont travaillé sur les comics basés sur les personnages de Green Lantern et Green Arrow dont la série Green Lantern / Green Arrow ainsi que sur le comic book Superman vs. Muhammad Ali et des récits sur Batman,,.

### Continuity Associates
En 1970, à la suite de plusieurs divergences de point de vue, Giordano quitte son poste chez DC pour fonder sa propre agence Continuity Associates avec Neal Adams. C'est un studio de sous-traitance qui travaille pour des maisons d'édition telles que Charlton Comics, Marvel Comics ou encore Atlas Comics,. Il fonde une autre agence en 1977, dans laquelle il est seul aux commandes.
En 1972, Giordano participe en tant qu'encreur au tout premier récit de Human Target (en) avec le scénariste Len Wein et le dessinateur Carmine Infantino. Par la suite, il a aussi illustré les récits suivants. Il s'agit de l'une de ses plus longues collaborations avec DC en tant qu'à la fois dessinateur et encreur. En 1976, il a participé en tant qu'encreur à Superman vs. the Amazing Spider-Man: The Battle of the Century!, le premier grand crossover entre les deux compagnies DC et Marvel,.

### Retour chez DC Comics
En 1978, DC se retrouve dans une très mauvaise passe, les ventes atteignent un seuil critique. C’est la « DC Implosion ». En 1981, Paul Levitz, responsable éditorial de la ligne Batman, est chargé de mettre sur pied un plan éditorial salvateur qui relèverait la compagnie de ces problèmes financiers. Dick Giordano est sollicité pour reprendre le poste vacant, à nouveau il accepte. En plus de cette tâche, Dick Giordano est mandaté avec Joe Orlando d’une fonction qu’ils mènent avec de nombreux succès et quelques déconvenues, celle d’éditeur des « projets spéciaux ». Un nouveau type de marché du comics émerge depuis quelques années aux États-Unis et Giordano est chargé de le tester puis de le conquérir au travers de publications au contenu et au format novateurs. Il se tourne vers l’Angleterre pour y débaucher les jeunes talents qui lui permettent de s’immiscer dans le marché prometteur des librairies spécialisées.
De 1983 à 1993, il devient rédacteur en chef de DC Comics. Dick Giordano crédite les auteurs que ce soit écrivains et artistes de manière uniforme sur les couvertures. Paul Levitz, président de DC Comics de 2002 à 2009, écrit que Giordano est le premier à avoir eu une telle conduite dans une grande maison d'édition. Durant cette période, il a travaillé avec George Pérez et John Byrne sur l'un des plus grands projets de DC : Crisis on Infinite Earths. Une histoire qui a considérablement chamboulé et simplifié l'univers DC et qui est considéré comme un des symboles de la fin de l'âge de bronze des comics,.
À la fin des années 1980, avec Jenette Kahn et Paul Levitz, il est à l’origine de la maison d'édition Vertigo, filiale de DC, dirigée par Karen Berger.

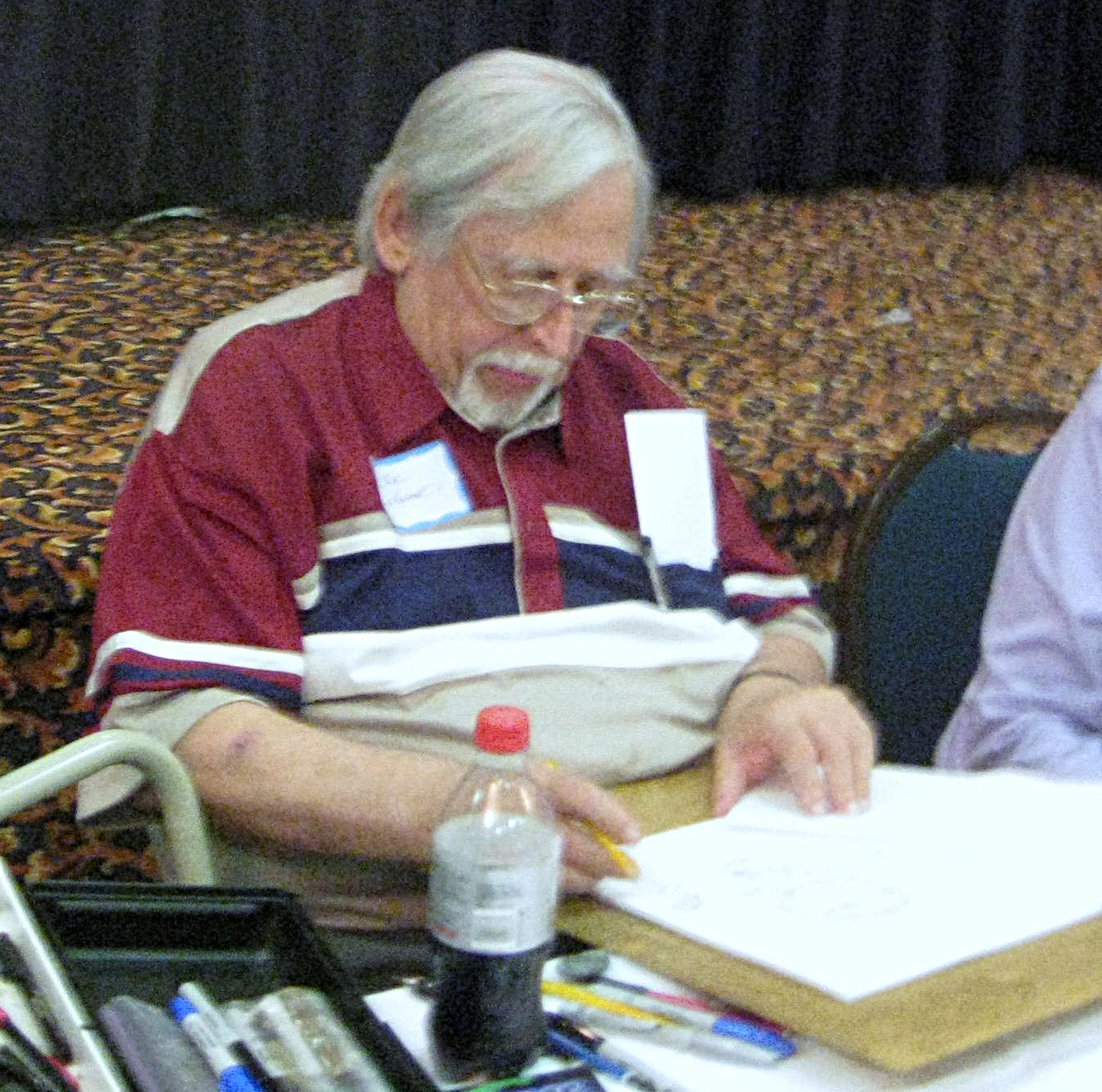
Dick Giordano en 2008,
Tempa Convention.

### Fin de sa vie
En 1993, il quitte DC Comics et prend une semi-retraite où il travaille sur des projets de manière occasionnelle.
Il a participé à l'œuvre de charité ACTOR (A Commitment To Our Roots). Elle a été créée par des professionnels de la bande dessinée américaine pour aider des artistes en difficulté financière, elle est renommée en 2006 The Hero Initiative,.
Giordano décède des suites d'une leucémie et d'une pneumonie le samedi 27 mars 2010 à l’âge de 77 ans,. Lors d'une messe commémorative de DC en 2010, son fils Richard Giordano Jr. déclara : « Je ne savais pas que j'avais autant de frères » après que plusieurs des associés de son père parle de Dick Giordano comme d'une figure paternelle.

## Vie personnelle
Dick Giordano a été marié pendant 37 ans à Marie Trapani qui est décédé des suites d'un cancer en 1993. Il a eu deux filles Lisa Giordano-Thomas et Dawn Arrington et un fils Richard Jr.

## Récompenses
Dick Giordano a reçu plusieurs récompenses pour ses travaux.
- 1970 : Prix Alley du meilleur éditeur (Best Editor)
- 1971 : Prix Shazam du meilleur encreur réaliste pour Green Lantern
- 1974 : Prix Shazam du meilleur encreur réaliste pour Justice League of America
- 1975 : Prix Shazam du meilleur encreur réaliste
- 1981 : Prix Inkpot
- 2009 : Temple de la renommée Joe Sinnott, pour son œuvre d'encreur
- 2010 : Temple de la renommée Will Eisner (à titre posthume)